# کوزنتسا
شهر  کوزنتسا (به ایتالیایی: Cosenza)   با جمعیت  ۶۹٬۶۵۷   نفر  در  ناحیه کالابریا در کشور ایتالیا واقع شده‌است.

### مشاهیر
- برناردینو تلسیو